# Шлефли, Людвиг
Людвиг Шлефли (нем. Ludwig Schläfli; 15 января 1814, Грасвиль, нынешний Зеберг — 20 марта 1895, Берн) — швейцарский математик, специалист в области многомерной геометрии и комплексного анализа. Преподавал в Бернском университете.

## Биография

### Юность и образование
Людвиг провел большую часть своей жизни в Швейцарии. Он родился в Грассвиле (ныне часть Зееберга), родном городе его матери. Затем семья переехала в соседний Бургдорф, где его отец работал торговцем. Отец хотел, чтобы Людвиг пошел по его стопам, но Людвиг не был создан для практической работы. Напротив, из-за его математических способностей ему разрешили посещать гимназию в Берне в 1829 году. К тому времени он уже изучал дифференциальное исчисление по книге Авраама Готтельфа Кестнера « Математический анализ неопределенностей» (1761). В 1831 году он перешел в Академию в Берне для дальнейшего обучения. К 1834 году Академия стала новым Бернским университетом, где он начал изучать богословие. 

### Преподавание
После окончания в 1836 году он был назначен учителем средней школы в Туне. Он оставался там до 1847 года, проводя свободное время за изучением математики и ботаники, посещая университет в Берне раз в неделю. Поворотный момент в его жизни наступил в 1843 году. Шлефли планировал посетить Берлин и познакомиться с его математическим сообществом, особенно с Якобом Штайнером, известным швейцарским математиком. Но неожиданно в Берне появился Штайнер, и они встретились. Штайнер был не только впечатлен математическими познаниями Шлефли, но и очень интересовался беглым владением Шлефли итальянским и французским языками. Штайнер предложил Шлефли помочь своим берлинским коллегам Карлу Густаву Якобу Якоби, Петеру Густаву Лежену Дирихле, Карлу Вильгельму Борхардту и самому себе в качестве переводчика в предстоящей поездке в Италию. 
Шлефли сопровождал их в Италию и получил много пользы от поездки. Они оставались там более шести месяцев, за это время Шлефли даже перевел некоторые математические работы других на итальянский язык. 

### Дальнейшая жизнь
Шлефли вел переписку со Штайнером до 1856 г. Открывшиеся перед ним перспективы побудили его в 1847 г. претендовать на должность в Бернском университете, куда он был назначен(?) в 1848 г. Он оставался до выхода на пенсию в 1891 г., а оставшееся время провел за изучением санскрита и переводом индуистского писания «Ригведа» на немецкий язык до своей смерти в 1895 г.

## Научные работы
В диссертации Шлефли доказал следующий факт:

Предположим, что большое число гиперплоскостей размерности n-1 делит выпуклый n-мерный многогранник на куски. Каждый кусок А является выпуклым многогранником, имеющим {\displaystyle a_{0}(A)} вершин, {\displaystyle a_{1}(A)} рёбер, ..., {\displaystyle a_{n-1}(A)} граней. Если число делений велико, а места делений случайны, то средние значения каждого из чисел {\displaystyle a_{k}} равные числу k-мерных граней у куба размерности n

Шлефли — один из отцов многомерной геометрии, наряду с Артуром Кэли и Бернхардом Риманом.